# حسن بريشتينا
حسن بريشتينا (بالتركية: Priştineli Hasan Bey, Hasan Bey Priştine)‏، واسمُه الأصلي حسن بيريشا (27 سبتمبر 1873 - 13 أغسطس 1933)، كان سياسيًا عثمانيًا، ألبانيًا لاحقًا، وقد كان ثامن شخص يشغل منصب رئيس وزراء ألبانيا في ديسمبر 1921.